# Bộ lọc thông dải
Bộ lọc thông dải là bộ lọc cho qua các tần số trong một phạm vi nhất định và loại bỏ các tần số bên ngoài phạm vi đó.
Bộ lọc được đặc trưng bởi Đáp ứng tần số, là định lượng của phổ đầu ra của một hệ thống hoặc thiết bị khi đáp ứng với một kích thích, và được sử dụng để mô tả động lực học của hệ thống đó. Bộ lọc thông dải có đặc trưng biên độ của đáp ứng tần số, trường hợp lý tưởng là dạng hình chữ nhật, vả trong thực tế chấp nhận là dạng "cái chuông".

Ký hiệu Bộ lọc thông dải trong sơ đồ khối

Xây dựng bộ lọc dựa trên chọn lựa linh kiện điện tử ghép thành mạch lọc, còn gọi là "mắt lọc", sao cho có được đáp ứng tần số mong muốn. Bộ lọc bằng các phần tử thụ động tuyến tính thường cho ra bộ lọc tuyến tính. Khi có phần tử chủ động hoặc phi tuyến thì bộ lọc là phi tuyến.
Bộ lọc thông dải có đặc trưng trái ngược với Bộ lọc cấm dải, trong đó các thành phần phổ trong dải tần cấm bị chặn cắt.

## Mô tả

Bộ lọc thông dải CLR đơn giản
Bộ lọc thông dải nâng cao
Đặc tuyến biên độ thường áp dụng, gần với dạng chữ nhật lý tưởng

Một ví dụ về bộ lọc thông dải điện tử tương tự là mạch RLC (điện trở - cuộn cảm - tụ điện). Bằng cách kết hợp bộ lọc thông thấp với bộ lọc thông cao sẽ có bộ lọc thông dải.
"Thông dải" là tính từ mô tả một loại bộ lọc hoặc quá trình lọc; nó được phân biệt với băng thông, trong đó đề cập đến phần thực tế của phổ bị ảnh hưởng. Do đó, người ta có thể nói "Bộ lọc thông dải kép có hai băng thông." Tín hiệu băng thông là tín hiệu chứa một dải tần số không liền kề với tần số 0, chẳng hạn như tín hiệu phát ra từ bộ lọc băng thông.
Bộ lọc băng thông lý tưởng sẽ có một băng thông phẳng hoàn toàn. Trong thực tế, không có bộ lọc thông dải là lý tưởng. Bộ lọc không làm giảm hoàn toàn tất cả các tần số ngoài dải tần mong muốn; đặc biệt, có một khu vực ngay bên ngoài băng thông dự định nơi tần số bị suy giảm, nhưng không bị cắt bỏ. Điều này được gọi là cuộn lọc và nó thường được biểu thị bằng dB suy giảm trên mỗi quãng tám hoặc dải thập phân tần số. Nói chung, thiết kế của bộ lọc tìm cách làm cho cuộn xuống càng hẹp càng tốt, do đó cho phép bộ lọc thực hiện càng gần càng tốt với thiết kế dự định của nó. Thông thường, điều này đạt được bằng chi phí của gợn băng thông hoặc băng tần dừng.
Băng thông của bộ lọc dải đặc trưng bởi chỉ số tần số cắt trên FH và dưới FL. Các trị này được định nghĩa là tần số ở mức -3 dB so với vùng trị truyền đưa. Độ rộng băng thông B là khoảng giữa hai tần này. Hệ số hình dạng là tỷ lệ băng thông được đo bằng hai giá trị suy giảm khác nhau để xác định tần số cắt, ví dụ: hệ số hình dạng 2:1 tại 30/3 dB có nghĩa là băng thông đo giữa các tần số ở mức suy giảm 30 dB là hai lần đo giữa các tần số ở mức suy giảm 3 dB.
Bộ lọc thông dải quang là phổ biến trong công việc chụp ảnh và chiếu sáng nhà hát. Các bộ lọc này có dạng một tấm phim hoặc tấm màu trong suốt.

## Độ phẩm chất Q
Bộ lọc thông dải được đặc trưng bởi Độ phẩm chất Q của nó. Q là nghịch đảo của độ rộng băng thông. Bộ lọc Q cao sẽ có băng thông hẹp và bộ lọc Q thấp sẽ có băng thông rộng. Tương ứng chúng tương ứng được gọi là bộ lọc băng hẹp và bộ lọc băng rộng.